# Michele Paolucci
Michele Paolucci (n. Recanati, Provincia de Macerata, 8 de mayo de 1986) es un futbolista italiano. Juega de delantero y su equipo actual es el US Latina Calcio de la Serie B de Italia.

## Trayectoria

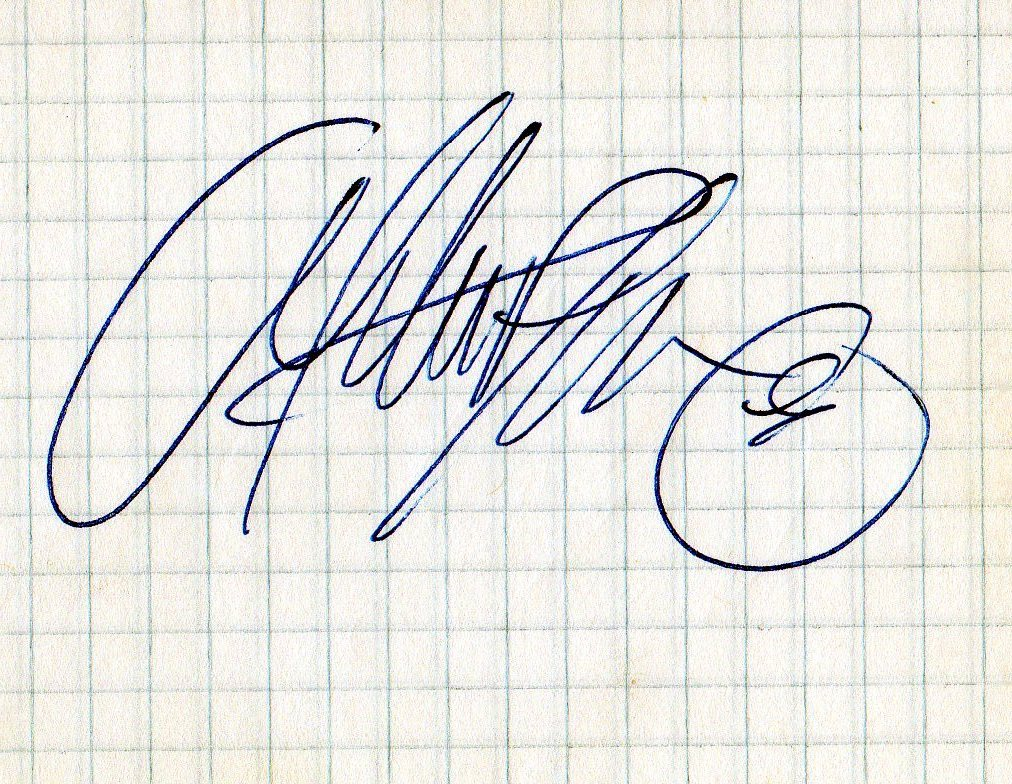
Autógrafo de Paolucci. Por: Michele Paolucci 2008-12-24

Comenzó su carrera futbolística en la Juventus, aunque salió en la temporada 2006-07 en calidad de cedido al Ascoli, que le permitió debutar en la serie A contra el Atalanta el 10 de septiembre de 2006. 
El verano siguiente se trasladó al Udinese Calcio en acuerdo de propiedad compartida con la Juve, formando parte del traspaso de Vincenzo Iaquinta a la Juventus, se le tasó en 1,35 millones de euros.
Hizo su debut oficial el 29 de agosto de 2007 marcando dos goles contra el AS Bari, en la Copa Italia.

### Préstamo al Catania
El verano de la temporada 2008-09 durante el "mercato" la Juve, el Udinese y Paolucci acordaron una nueva cesión, esta vez al Catania, en Sicilia.
En el Catania luchó por entrar en la Copa UEFA yendo muy bien encaminado hasta la mitad de la temporada. Marcó 7 goles esa temporada y fue incluido con regularidad en el equipo titular del entrenador Walter Zenga.

### Siena
En junio de 2009, Paolucci fue comprado de nuevo por la Juventus por 3.3 millones de euros. El 8 de julio de 2009 se unió a Siena en copropiedad por el mismo precio. Después de no conseguir un punto de partida regular y muchas lesiones Juventus estaba en crisis de delanteros, fue llamado por la Juventus el 16 de enero de 2010, como Juventus todavía poseía el 50 % de los derechos de registro fue fácil ficharlo. Varias fuentes indican que la Juventus quiere comprarlo de nuevo por medio de Siena, ahora o en junio de 2010.

## Selección
Paolucci hizo su debut en sub-21 contra el equipo sub-21 de Luxemburgo, el 12 de diciembre de 2006, sustituyendo a Nicola Pozzi a la mitad de tiempo. 

## Clubes
| Club             | País   | Año       |
| ---------------- | ------ | --------- |
| Ascoli           | Italia | 2006-2007 |
| Udinese          | Italia | 2007-2008 |
| Atalanta         | Italia | 2008      |
| Catania          | Italia | 2008-2009 |
| Siena            | Italia | 2009-2010 |
| Juventus         | Italia | 2010      |
| US Palermo       | Italia | 2011      |
| Vicenza Calcio   | Italia | 2011-2012 |
| AC Siena         | Italia | 2012-2014 |
| US Latina Calcio | Italia | 2014-     |